# Fabrice Bellard
Fabrice Bellard (pronúncia em francês: [faˈbʁis bɛˈlaʁ]; Grenoble, 1972) é um programador, criador dos projetos FFmpeg e QEMU. Conhecido pelos seus vários trabalhos, entre eles o Tiny C Compiler, além de outros sobre processamento de sinais, métodos numéricos, licenciamento de software.
Nasceu em 1972 em Grenoble, França e frequentou a escola em Lycée Joffre (Montpellier), onde, aos 17 anos criou um programa compressor chamado LZEXE. Depois de estudar na École Polytechnique se especializou na Télécom Paris em 1996.
Em 31 de dezembro de 2009 anunciou um novo recorde de casas decimais do número π, com 2.699.999.990.000 casas decimais. O recorde foi quebrado usando um computador pessoal que levou 90 dias para fazer os cálculos de π, mais 41 dias avaliando a exatidão do resultado. Em Agosto de 2010, Shigeru Kondo ultrapassou o recorde de Bellard, calculando 5 trilhões de dígitos de π, usando um servidor muito mais poderoso, computacionalmente, que um computador pessoal.